# Samuel Francis Du Pont
Pour les articles homonymes, voir Francis.
Pour les autres membres de la famille, voir Famille Dupont de Nemours.
Samuel Francis Du Pont (27 septembre 1803 - 23 juin 1865, Philadelphie), fils de Victor Marie du Pont est un contre-amiral américain qui a participé à la guerre américano-mexicaine et à la guerre de Sécession. 
Il est le petit-fils de Pierre Samuel du Pont de Nemours et le père de Samuel Francis Du Pont.

## Biographie
Il entre dans la Marine comme midshipman en 1815 et sert sur les côtes brésiliennes (1821). Lieutenant (1826), il est promu en 1841 Commandant de la marine américaine en Chine. 
Superintendant de l'Académie de Marine (1853), capitaine (1855), il est actif en Chine, au Japon et en Inde (1859). Nommé au commandement de la Marine de Philadelphie en 1860, il devient vice-amiral en 1862 lors de la Guerre de Sécession et transporte les troupes de Sherman. Il attaque aussi le Fort Walker (Hilton Head) (en), s'empare du fort Beauregard et obtient la maîtrise des baies de North-Edisto, Saint Helena Sound (en), Port-Royal, Tybee et Wassaw Sound (en) mais échoue à Charleston (1863),. 
Démis de ses fonctions malgré ses anciens exploits, il faudra attendre 1882 pour que ceux-ci soient reconnus lorsqu'une statue lui est érigée à Washington.

## Hommage
Le personnage de Gilbert Burbank dans le roman de Jules Verne Nord contre Sud où il est cité (partie 1, chapitre I), entre comme lieutenant dans son escadre et prend part avec lui aux prises du fort Hatteras et des Sea Islands.